# Pachyrhamma edwardsii
Pachyrhamma edwardsii är en insektsart som först beskrevs av Scudder, S.H. 1869.  Pachyrhamma edwardsii ingår i släktet Pachyrhamma och familjen grottvårtbitare. Inga underarter finns listade i Catalogue of Life.